# Lorenzo Parodi (musicista)
Lorenzo Parodi (Genova, 1856 – 1926) è stato un compositore e critico musicale italiano.

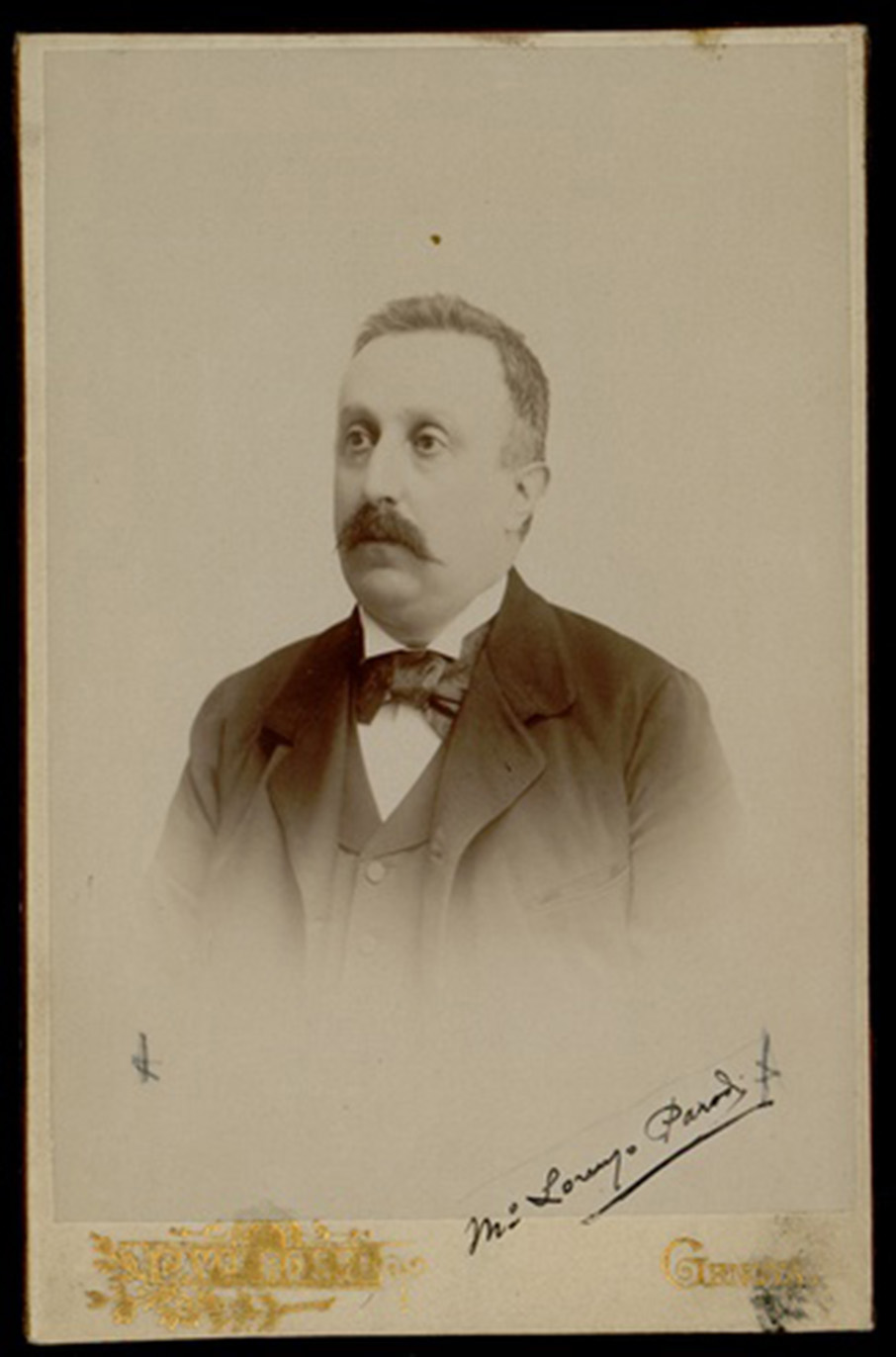
Ritratto di Lorenzo Parodi, compositore (1856-1926). Foto di Cav. Rossi, prima del 1926

Studiò con Ernest Guiraud e Jules Massenet a Parigi; fu uno dei primi sostenitori, in Italia, di Claude Debussy. 
Scrisse opere liriche, musica sinfonica e vocale.
Pubblicò libri di critica e trattati didattici; fu critico musicale per il Caffaro di Genova.

## Monografie
- Luigi Boccherini. Conferenza, Serra, Genova 1906[1]
- La musica greca. Conferenza tenuta alla società di letture e conversazioni scientifiche di Genova, la sera del 6 luglio 1894, Tip. di Angelo Ciminago, Genova 1894
- Note musicali, s.n., s.l. 1897

## Composizioni
- Quatre melodies, per voce e pianoforte (GenesFlorence, 1913)
- Alla mia sposa (versi di Luisa Mancinelli)
- Sorrisi furtivi, mazurka per pianoforte (Torino, 1874?)